# Знай наших (проєкт)
«Знай наших» — проєкт українського музиканта, аніматора та письменника Юрія Журавля, лідера гурту «Ot Vinta!», який складається зокрема з друкованих книг, календарів, листівок та лекції на каналі в мережі YouTube, в яких розповідаються про видатних українців.

## Історія проєкту
Історія проєкту «Знай наших» починалася з перекидного настінного календаря на 2016 рік з батальними малюнками «Битви за Землю Рідну». У 12 картинах битв були зображені справжні Герої України — від князя Святослава Хороброго і гетьмана Петра Конашевича-Сагайдачного — до бійців УНР полковника Петра Болбочана у їх поході на Крим, воїнів УПА у битві під Гурбами і «кіборгів» у боях за Донецький аеропорт.
Коли Юрій Журавель дізнався, що діти з Козятина Вінницької області оздобили вирізками з календаря «Битви за Землю Рідну» шкільний кабінет з історії, то він, розробляючи концепцію календаря на наступний рік, вирішив створити для своїх шанувальників цілу галерею портретів видатних українців.
Напередодні 2017 року було презентовано перший календар-галерею із серії «Знай наших», з кожної сторінки якого можна було вирізати аж дев'ять портретів.

## «Знай наших». Книга
Перший том видання «Знай наших» складається з 59 персонажів та 118 авторських ілюстрацій. Більшість ілюстрацій в книзі автор підготував саме до календаря, доповнивши для книги ілюстраціями лідерів українських військ. Видання книги відбулося за сприяння Міністерства молоді та спорту України, як один з проектів патріотичного виховання молоді, які подавались через Управління молоді і спорту Рівненської обласної державної адміністрації. За видання книги відповідає творча Спільнота «Добродій», видавництво «Діти підземелля», до створення яких долучився Юрій Журавель, а ідейним натхненником книги був Микола Ляхович.

Ось як автор розказує про ідею проекту загалом та книги зокрема:
|  | Зазвичай усі портрети українських діячів намальовані за часів НКВС. Я завжди задумувався, чи вони цікаві для дітей та молоді. Окрім того, у підручниках подані скупі та здебільшого нецікаві відомості про цих людей. Тому виникла ідея інтерпретувати образи та історію в більш сучасній подачі й таким чином виховувати патріотизм у молоді. |

Автор презентував книгу в Ужгороді в рамках дитячого майданчика «Історія для дітей без нафталіну: нові форми нові підходи» та під час фестивалю «Історія: UA».

### Персонажі
Політики, громадські діячі
- Анна Ярославна — дочка Ярослава Мудрого, королева Франції;
- князь Вітовт — великий Князь Литовський;
- Андрей Шептицький — митрополит Української Греко-Католицької Церкви, дипломат, підприємець, меценат;
- Михайло Грушевський — історик, публіцист, засновник Наукового Товариства імені Т. Г. Шевченка, голова Української Центральної Ради;
- Микола Міхновський — державник, адвокат, оратор;
- Павло Скоропадський — Гетьман України;
- Симон Петлюра — генеральний секретар військових справ, Голова Директорії УНР;
- Петро Франко — педагог, письменник, публіцист, співзасновник Пласта, військовий льотчик;
- Степан Бандера — політичний діяч, голова ОУНР;
- Василь Макух — воїн УПА, громадський діяч]];
- Василь Стус — поет, викладач, правозахисник;
- Олесь Доній — громадський діяч, політик, один з організаторів Революції на граніті;
- Микола Ляхович — громадський діяч, правозахисник, один з організаторів акції «Україна без Кучми»;

Митці
Іван Котляревський (письменник, класик нової української літератури); Тарас Шевченко (поет, художник); Марко Кропивницький (драматург, актор театру); Ілля Рєпін (художник), Олена Пчілка (письменниця, видавець, невгамовний просувач української культури); Марія Заньковецька (актриса театру); Опанас Саластіон (художник, архітектор, етнограф); Іван Франко (письменник, поет, перекладач); Леся Українка (письменниця); Соломія Крушельницька (оперна співачка, актриса); Іван Кавалерідзе (режисер, архітектор); Володимир Титла (художник-аніматор мультфільмів, у тому числі випущених студією Волта Діснея); Ніл Хасевич (художник, карикатурист, вчитель, мировий суддя, підпільник УПА); Серж Лифар (балетний танцівник та хореограф); Іван Багряний (письменник, поет, публіцист); Олена Теліга (поетеса, діячка ОУН); Сергій Параджанов (кінорежисер, сценарист); Анатолій Базилевич (художник-ілюстратор, зокрема ілюстрував «Енеїду», твори Тараса Шевченко та багато інших); Всеволод Нестайко (дитячий письменник, видавець); Василь Симоненко (поет, журналіст); Володимир Івасюк (композитор, виконавець пісень, музикант); Квітка Цісик (співачка, виконавиця рекламних джинґлів у США, популяризатор української пісні в Америці);
Полководці, військові
Костянтин Острозький (воєначальник, переможець в Оршанській битві); Іван Сірко (козацький кошовий атаман); Іван Богун (козацький полковник, інженер-фортифікатор); Петро Дорошенко (гетьман Правобережжя, козацький полковник); Михайло Скибницький (інженер-полковник, соратник Симона Болівара, ад'ютант першого президента Венесуели Хосе Антоніо Паеса); Михайло Білинський (творець морської піхоти УНР); Софія Галечко (хорунжа УСС); Роман Шухевич (політичний і державний діяч, військовий головнокомандувач УПА);
Науковці, дослідники
Юрій Дрогобич (вчений, астоном, астролог, ректор Болонського університету); Григорій Сковорода (філософ, вчитель); Петро Прокопович (підприємець, бджоляр, засновник школи бджільництва); Федір Піроцький (дослідник електроенергії, винахідник електротрамвая); Іван Пулюй (фізик, електротехнік, дослідник Х-променів); Ілля Мечников (мікробіолог, дослідник імунітету людини, хвороб); Дмитро Яворницький (дослідник історії, фольклору, побуту, археолог, музеїст); Володимир Вернадський (філософ, керівник Національної Академії Наук, засновник національної книгозбірні — сучасна Національна бібліотека України імені В. І. Вернадського); Ігор Сікорський (авіаконструктор, винахідник гелікоптера); Микола Амосов (хірург, лікар, біокібернетик, інженер, письменик); Борис Патон (науковець, інженер, президент Національної академії наук України);
Міфічні
Ахілес (античний напівбог); Амага (цариця сарматів);
Інші
Іван Піддубний (спортсмен — борець, непереможний чемпіон світу з боротьби): Богдан Гаврилишин (економіст, громадський діяч, меценат, член Римського клубу).